# Carey Glacier
Carey Glacier är en glaciär i Antarktis. Den ligger i Västantarktis. Chile gör anspråk på området. Carey Glacier ligger 870 meter över havet.
Terrängen runt Carey Glacier är huvudsakligen kuperad, men norrut är den bergig. Trakten är obefolkad. Det finns inga samhällen i närheten. 